# Синехвостый дневной геккон
Синехвостый дневной геккон, или маскаренский дневной геккон (лат. Phelsuma cepediana) — вид ящериц, дневных гекконов из рода фельзум. Эндемик острова Маврикий, входящего в Маскаренский архипелаг в западной части Индийского океана. Интродуцирован на остров Родригес и на Мадагаскар.

## Ареал

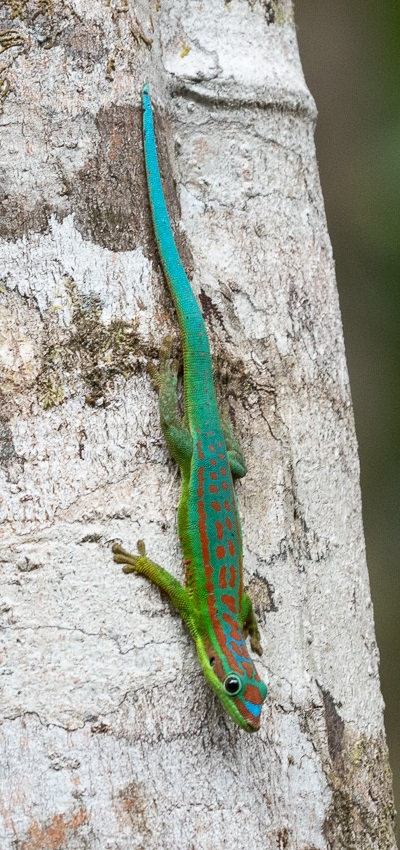

Синехвостый дневной геккон является эндемиком Маврикия, где он широко распространен по всему острову. Обитает он также на небольшом, расположенном в 2 км от юго-западного побережья Маврикия, островке Иль-о-Бенитье. В прошлом этот вид обнаруживали на восточном и, по неподтвержденным данным, на северо-западном побережьях Мадагаскара, куда он, по-видимому, был завезен человеком и сейчас, как предполагается, уже исчез. Видимо, недавно он был завезен также на остров Родригес, где встречается на севере острова в районе Порт-Матюрена. Таким образом, площадь распространения этой ящерицы составляет около 1875 км².

## Места обитания
На Маврикии этот геккон обитает в низинных сухих лесах, содержащих смесь местных и завезенных видов деревьев, широко распространен в антропогенных местообитаниях и может быть многочисленным и иметь высокую плотность популяции даже в сильно деградированных местообитаниях, в которых преобладают кокосовые пальмы и инвазивная равенала мадагаскарская (Ravenala madagascariensis). Отдает предпочтение пальмам и пальмоподобным деревьям (таким как равенала мадагаскарская, на которой часто встречается) с гладкими листьями и заполненными водой щелями, которые он, по всей видимости, использует для укрытия и откладывания яиц, а также для добывания пищи. В сообществах, где присутствуют другие дневные гекконы, этот вид почти исключительно ограничивается пальмами, в которых он, по-видимому, конкурентно превосходит своих сородичей, и обычно использует умеренно широкие насесты на средней высоте на своих деревьях-хозяевах. Информация о местообитаниях и экологии этого вида на Мадагаскаре отсутствует.

## Питание
Рацион включает насекомых и нектар.

## Экология
Синехвостый дневной геккон является единственным опылителем и распространителем семян эндемичного маврикийского растения Roussea simplex в южной части ареала этого растения. Предполагается, что в районах, где этот геккон отсутствует, в качестве опылителя этого растения выступает родственный ему украшенный дневной геккон (Phelsuma ornata). Экспериментальные данные показывают, что ящериц сильно отпугивает присутствие на этих теперь редких растениях инвазивных муравьев, до такой степени, что визиты гекконов к зараженным муравьями плодам и цветам фактически прекращаются. То же исследование показало соответствующее снижение успешности зараженных растений в формировании семян.

## Классификация
Подвидов не образует, однако на Маврикии встречаются три различных линии этого вида.

## Основные угрозы
Основную угрозу для синехвостого дневного геккона представляет изменение среды его обитания, которое продолжается и широко распространено на Маврикии, хотя этот вид демонстрирует высокую степень адаптации к деградировавшим средам обитания, где он может сохраняться в больших количествах. Неясно, различаются ли три различные линии этого вида по своей чувствительности к угрожающим процессам, для изучения этого вопроса проводятся исследования. Вероятно, интродукция более крупного мадагаскарского дневного геккона Phelsuma grandis привела к вытеснению местных видов дневных гекконов, но неизвестно, представляет ли это конкретную угрозу для Phelsuma cepediana. В Европе ведется торговля синехвостыми дневными гекконами как домашними животными. При этом уровень эксплуатации вида в европейской торговле неизвестен, поскольку этот вид легко размножается в неволе, но считается, что, вероятно, некоторое количество этих животных все же вылавливается в дикой природе для поддержки этой торговли. Тем не менее, в настоящее время считается, что торговля не представляет угрозы для этого вида.

## Охрана
На Мадагаскаре меры по сохранению этого вида не предпринимаются. На Маврикии он, по-видимому, широко распространен. Однако, поскольку этот вид является эндемиком небольшого густонаселенного острова, его популяция должна тщательно контролироваться на случай возникновения угроз в будущем.